# With This Ring
With This Ring is de twintigste aflevering van het zevende seizoen van het tienerdrama Beverly Hills, 90210, die voor het eerst werd uitgezonden op 19 februari 1997.

## Verhaal
Valerie krijgt nu steeds meer last van nachtmerries over haar vader die haar seksueel misbruikt heeft. Ze is verrast dat Abby weer terug is, Abby wil kijken of Valerie van gedachten is veranderd over het tekenen van haar aanvraag voor het nemen van een tweede hypotheek. Dat is Valerie niet en is nog steeds niet gastvrij naar Abby toe. Abby besluit naar een hotel te gaan. Valerie zoekt haar later op en vertelt dan eindelijk wat haar vader gedaan heeft, dat ze haar seksueel heeft misbruikt. Abby gelooft haar niet en wendt zich naar Tom die dit bevestigd. Valerie vertelt haar dat zij toen haar vader dwong om zich aan te geven bij de politie, die avond heeft hij zelfmoord gepleegd. Later als ze weer bij elkaar zijn dan vertelt Abby dat ze toen niets in de gaten had en ze praten het een beetje uit. De pijn zit er nog maar ze kunnen erover praten. Als Abby weer weg is dan wil Valerie met Tom praten. Met pijn in haar hard moet ze afscheid nemen van hem om het hoofdstuk met haar vader af te kunnen sluiten.
Nu Kelly weer alleen is denkt ze veel na over haar relaties, vooral met Brandon. Ze is bang dat ze nu te laat is aangezien Brandon met Tracy is. Brandon heeft ondertussen moeite om met Tracy te communiceren. Tracy voelt zich voor de gek gezet en kan er niet over praten. Tracy snapt niet dat Brandon de ring nog in bezit had en is bang dat hij nog niet over haar heen is. Brandon besluit de ring terug te brengen naar de juwelier om toch door te kunnen gaan met Tracy. Kelly komt hierachter en gaat achter hem aan om hun nog een kans te gunnen. Als Kelly Brandon ziet dan kan ze het niet en laat hem gaan, wel koopt zij de ring omdat ze het aankan dat een vreemde die ring koopt. Tracy zoekt Kelly op en smeekt haar om Brandon los te laten zodat zij gelukkig kunnen worden. Als Brandon de ring kwijt is gaat hij naar Tracy en ze vallen in elkaars armen, Brandon kijkt nog steeds twijfelend.
Chloe is bij David om met haar muziek te kunnen werken, Chloe wil meer met David en probeert hem te verleiden. Donna is op stap met Cliff maar wil toch met David proberen en gaat naar hem toe. Als David opendoet en Donna ziet staan is hij blij verrast, dan komt Chloe ook bij hen met boven alleen een beha aan. Donna trekt meteen verkeerde conclusies en gaat weer weg.

## Rolverdeling
- Jason Priestley - Brandon Walsh en Eigenaar juwelierzaak
- Jennie Garth - Kelly Taylor
- Ian Ziering - Steve Sanders
- Brian Austin Green - David Silver
- Tori Spelling - Donna Martin
- Tiffani Thiessen - Valerie Malone
- Joe E. Tata - Nat Bussichio
- Kathleen Robertson - Clare Arnold
- Jill Novick - Tracy Gaylian
- Nicholas Pryor - Milton Arnold
- Randy Spelling - Ryan Sanders
- Michelle Phillips - Abby Malone
- Kane Picoy - Tom Miller
- Greg Vaughan - Cliff Yeager